# Грайнер, Франк
Франк Грайнер (нем. Frank Greiner; 3 июля 1966, Кобург, Бавария, ФРГ) — немецкий футболист и тренер.

## Карьера футболиста
Его дебют в Бундеслиге состоялся 26 августа 1987 года в составе «Нюрнберга». Затем он играл за «Кёльн», с которым дважды становился вице-чемпионом Германии. Грайнер провёл 16 сезонов на профессиональном уровне, 15 из них в Бундеслиге и один сезон 1996/97 во Второй Бундеслиге за «Кайзерслаутерн». Под руководством Отто Рехагеля, по итогам сезона клуб вышел в Бундеслигу и уже в следующем сезоне стал чемпионом страны. Грайнер покинул «Кайзерслаутерн» в начале золотого сезона 1997/98, но успел принять участие в одном матче, и является чемпионом Германии. В «Вольфсбурге» он провёл ещё 6 сезонов, когда ему было уже за 30 лет.
Статистика выступлений
| Соревнование        | Игры | Голы | ЖК  | КК |
| ------------------- | ---- | ---- | --- | -- |
| Бундеслига          | 330  | 19   | 87  | 0  |
| II Бундеслига       | 28   | 0    | 7   | 0  |
| Кубок Германии      | 35   | 5    | 9   | 0  |
| Суперкубок Германии | 1    | 0    | 0   | 0  |
| Кубок УЕФА          | 22   | 0    | 3   | 0  |
| Кубок Кубков        | 2    | 0    | 1   | 0  |
| Итого               | 418  | 24   | 107 | 0  |

## Карьера тренера
После завершения карьеры футболиста в 2003 году остался в тренерском штабе «Вольфсбурга». В 2006—2008 годах — тренер команды «Гифхорн», одно время был играющим тренером.
В январе 2013 стал ассистентом главного тренера «Мордовии» Доринела Мунтяну, с которым они играли в «Вольфсбурге». После окончания сезона 2012/13 клуб и Грайнер расторгли контракт в конце мая.

## Достижения
«Кёльн»
- Вице-чемпион ФРГ: 1988/89, 1989/90
- Финалист Кубка Германии: 1990/91

«Кайзерслаутерн»
- Чемпион Германии: 1997/98
- Обладатель Кубка Германии: 1995/96
- Победитель Второй Бундеслиги: 1996/97